# Mario Vallotto
Mario Vallotto (18 de novembro de 1993 — 22 de abril de 1966) foi um ciclista italiano que participava em competições de ciclismo de estrada e pista.

## Carreira
Nos Jogos Olímpicos de Roma 1960, na Itália, Vallotto conquistou a medalha de ouro na prova de perseguição por equipes, juntamente com Marino Vigna, Luigi Arienti e Franco Testa. Um ano depois, ele venceu a perseguição individual nos Jogos do Mediterrâneo e terminou em segundo lugar no campeonato mundial.